# 行遇堂
行遇堂（ゆきあいどう）は大阪府岸和田市神須屋町にある観音堂。付近には観音堂、大門などの字名が残っている。神於寺と貝掛のホラ貝の伝説(貝掛松)に登場するお堂。高田機工の工場跡地にできた新興住宅地として、このお堂の名前がもちいられ岸和田市行遇町が誕生した。最近の発掘によって平安時代の瓦が出土している。

## 名前の由来
旧阿間河荘の神事が行われる時下字（極楽寺・畑・流木）と上字（八田・神須屋・真上）がこのお堂で行き合って矢代寸神社に参詣したことから、この呼び名が生じたとされる。

## 境内
- 行遇堂 - ご本尊の観音菩薩が安置されている。
- 夜泣地蔵菩薩　-　境内入口すぐに安置されている。母親が赤ん坊の夜泣き封じを願うところとされている。

## アクセス
南海本線岸和田駅又は阪和線東岸和田駅より南海ウイングバス600,641,642,643系統に乗車し、神須屋下車徒歩10分